# Meeden
Meeden, dialekt groningski  de Maiden – wieś w Holandii, w prowincji Groningen, w gminie Menterwolde. Pierwsza wzmianka o miejscowości pochodzi z 1390 roku. Do 1990 roku Meeden stanowiło osobną jednostkę administracyjną.